# Glochidion prinoides
Glochidion prinoides är en emblikaväxtart som beskrevs av Spencer Le Marchant Moore. Glochidion prinoides ingår i släktet Glochidion och familjen emblikaväxter.
Artens utbredningsområde är Java. Inga underarter finns listade i Catalogue of Life.